# Apochthonius typhlus
Espèce
Apochthonius typhlus est une espèce de pseudoscorpions de la famille des Chthoniidae.

## Distribution
Cette espèce est endémique du Missouri aux États-Unis. Elle se rencontre dans les grottes Old Spanish Cave et Hooten Cave dans le comté de Stone.

## Description
Les mâles mesurent de 1,94 à 2,11 mm et les femelles de 2,13 à 2,51 mm.
Ce pseudoscorpion est anophtalme.

## Publication originale
- Muchmore, 1967 : New cave pseudoscorpions of the genus Apochthonius (Arachnida: Chelonethida). Ohio Journal of Science, vol. 67, no 2, p. 89-95 (texte intégral).